# Tratamiento protocolario
El tratamiento o título es el modo protocolario de dirigirse a una persona en atención al respeto que se le debe o como simple fórmula de cortesía. Consiste en una palabra o expresión que antecede o sustituye al nombre de pila, al apellido o a ambos.
En sociedades igualitarias, o en aplicación de principios igualitarios, todos merecerían igual respeto; aunque siempre se distingue a algunos por las características que se consideran meritorias, La desigualdad social implica estimar en más o en menos el respeto que se debe a cada persona en función de conceptos ideológicos diferentes en cada sociedad y época histórica; como el honor, el mayor o menor poder, la mayor o menor riqueza, el mayor o menor abolengo de la familia a la que pertenece (por lazos sanguíneos o de otro tipo -redes clientelares-), la dignidad y autoridad del cargo que la persona ocupa; o cualquier otra circunstancia personal o social. Los títulos y tratamientos vienen determinados con mayores o menores formalidades por la costumbre social, además de regularse mediante determinadas normas jurídicas.
Generalmente se atribuye un tratamiento específico a determinados cargos de algunas instituciones, públicas y privadas (autoridades civiles y militares, cargos eclesiásticos y académicos, dirigentes empresariales, etc.), y, en las sociedades donde se mantienen los títulos de nobleza, a sus poseedores.
Algunas revoluciones intentaron eliminar los tratamientos, dando a todos el mismo: citoyen ("ciudadano") durante la Revolución francesa, tovarich ("camarada") durante la Revolución rusa, etc.